# Cal Nequi
Cal Nequi és una casa situada al Passeig Joan Brudieu de la Seu d'Urgell a l'Alt Urgell, protegida com a Bé Cultural d'Interès Local.

## Descripció
Edifici aïllat envoltat d'una zona enjardinada. La parcel·la ocupa tota una illeta, entre el Passeig Joan Brudieu, el carrer Lluís de Sabater, carrer Bisbe Guitart i carrer Mare Janer. L'immoble té una planta en forma de L. Destaca pel folrat de pedra de la planta baixa que contrasta amb l'emblanquinat de la resta de la façana. L'emplaçament de tribunes, així com el ràfec en forma de barbacana, són altres elements característics de la construcció.
Aquest immoble, juntament amb altres emplaçats al Passeig Joan Brudieu, són exemples de construccions realitzades a la moda de les grans vil·les clàssiques.